# Азійський банк інфраструктурних інвестицій

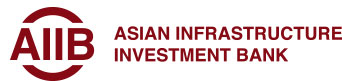
Логотип АБІІ

Азійський банк інфраструктурних інвестицій, АБІІ (англ. Asian Infrastructure Investment Bank, AIIB) — міжнародна фінансова організація, створена у Пекіні, КНР, у червні 2015. , у подальшому флагман реалізації інфраструктурних проєктів у межах ініціативи «Один пояс, один шлях», поряд із китайськими банками розвитку (Китайський банк розвитку (CDB), Export-Import Bank of China (Exim)) та «великою четвіркою» найбільших державних банків: Industrial & Commercial Bank of China (ICBC), China Construction Bank (CCB), Agricultural Bank of China (ABC), Bank of China (BOC)).
Учасниками АБІІ є 57 держав, зокрема Китай, Індія, Росія та ФРН. АБІІ створений, щоб забезпечити потреби фінансування інфраструктурних проектів в Азії, які дедалі зростають.
Акт про створення банку підписаний 29 червня 2015 на урочистій церемонії у Великій народній залі в Пекіні.
Статутний капітал банку становить 100 млрд доларів. Китаю належать найбільша частка в новому банку — 20,06 %, що дає йому право вето. Частка Індії становить 7,5 %, Росії — 5,9 % і ФРН — 4,1 %. Німеччина внесе в статутний капітал АБІІ 900 млн доларів і надасть кредитні гарантії на період з 2016 по 2019 роки на суму 3,6 млрд доларів.
США і Японія відмовилися від участі в АБІІ.

## Схожі організації
АБІІ органічно вбудовується у глобальну фінансову архітектуру нарівні зі Світовим Банком, європейськими інститутами фінансів розвитку (Європейський Інвестиційний банк (ЄІБ) та Європейський Банк реконструкції та розвитку (ЄБРР)) та Азійський банк розвитку (ADB, мультинаціональний банк розвитку, у роботі якого значну роль відіграє Японія).